# Edward Tucker Leeke
Edward Tucker Leeke (1842 – 1925) è stato un presbitero britannico.

## Biografia
Il figlio del reverendo William Leeke, il veterano e storico di Waterloo, Edward Tucker Leeke nacque nel 1842.
Studiò presso il Trinity College di Cambridge, dove fu insignito Secondo Wrangler nel 1863. Fu nominato Fellow del Trinity e fu assistente tutor per alcuni anni. Fu nominato curato di St Andrew the Less, Cambridge, diventando vicario nel 1869. Nel 1877 fu nominato canonico e cancelliere della cattedrale di Lincoln, e sottodecano nel 1898. Fu cappellano al Lincoln Hospital, e per diciassette anni fu vicario di St. John-in-Newport, a Lincoln. Scrisse Ourselves, our People, our Work: Six addresses given in the Divinity Schools, Cambridge, pubblicati nel 1891.
Nel 1880 Leeke sposò Dora Wordsworth, figlia di Christopher Wordsworth, vescovo di Lincoln. Insieme ebbero cinque figli e due figlie.